# Чавич, Милорад

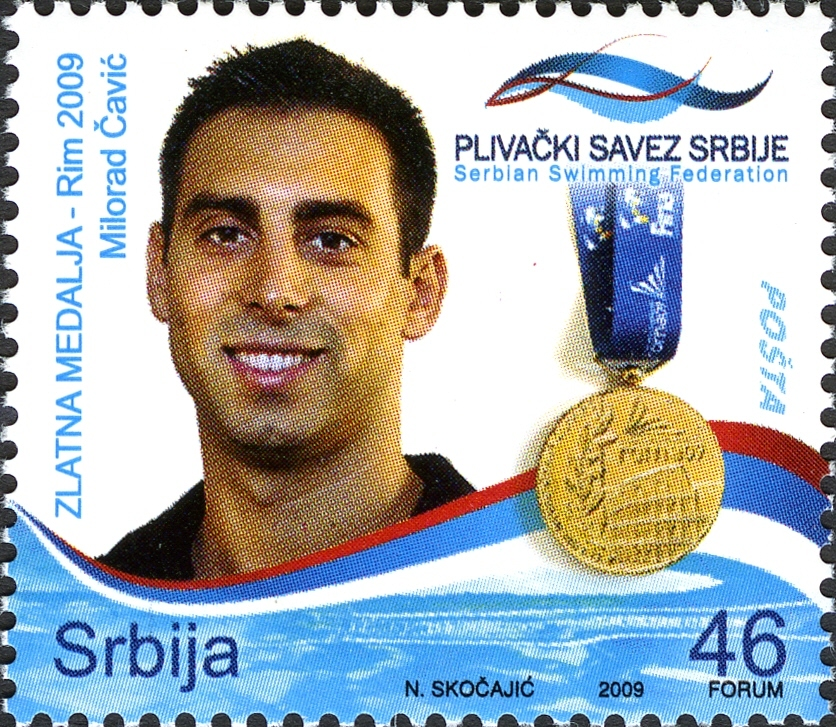
Почтовая марка Сербии 2009 года, посвящённая сербскому пловцу и серебряному призёру Олимпиады в Пекине 2008 Милораду Чавичу

Ми́лорад Ча́вич (серб. Милорад Чавић, Milorad Čavić; род. 31 мая 1984, Анахайм, Калифорния) — сербский пловец. Специализировался в плавании баттерфляем и водным стилем на дистанциях 50 и 100 метров.
Чемпион Европы по плаванию на 100 м стилем баттерфляй (2003, 2006, 2007). Установил мировой (2003) рекорд на этой дистанции.
В 2008 году стал чемпионом Европы по плаванию баттерфляем на 50-метровой дистанции и установил европейский рекорд. Появившись на церемонии награждения в майке с надписью «Косово — это Сербия», был отстранён от дальнейшего участия в чемпионате Европейской федерацией плавания и оштрафован на $10 800.
На Олимпиаде в Пекине, взял «серебро» на 100-метровке баттерфляем, уступив одну сотую секунды Майклу Фелпсу. Так же на чемпионате мира в Риме 2009 году взял серебро проиграв Майклу Фелпсу 13 сотых секунд, хотя при этом лидировал на первой половине дистанции и плыл в костюме Arena X-Glide.